# Fontana del Nettuno (Firenze)
La Fontana del Nettuno, detta anche di Piazza o il Biancone, è una fontana di Firenze realizzata da un gruppo di artisti, con la statua centrale di Bartolomeo Ammannati, e situata in piazza della Signoria, in prossimità dell'angolo nord-ovest di Palazzo Vecchio. La fontana - prima nel suo genere a Firenze - oltre ad essere elemento fondamentale di arredo della piazza e riferimento originario per l'approvvigionamento di acqua in una zona ben scarsa di fonti, fu un grande monumento celebrativo del potere di Cosimo I de' Medici, oltre che "allegoria della potenza fiorentina sui mari e del governo delle acque attuato dal duca nel territorio toscano". 
Vi parteciparono numerosi scultori, con un approccio all'insegna dei materiali diversi per natura e colore, caro al gusto committente. Il risultato tuttavia fu oggetto di aspre critiche fin dal suo completamento, mentre oggi viene letto come un esempio emblematico del rinnovamento della scultura del Manierismo poco dopo la metà del secolo XVI, in opposizione all'accademismo michelangiolesco imperante.

## Storia
L'idea di far costruire una grande fontana monumentale - la prima grande fonte pubblica a Firenze - venne a Cosimo de' Medici verso il 1549, per ragioni di sanità, di autocelebrazione e anche di convenienza personale, poiché la scarsità dell'approvvigionamento idrico in questa zona della città (per qualità e quantità) era vissuta dal granduca in prima persona che risiedeva in palazzo Vecchio con tutta la famiglia, e che aveva già perso tre figli per malattie e scarsità di igiene generale. 

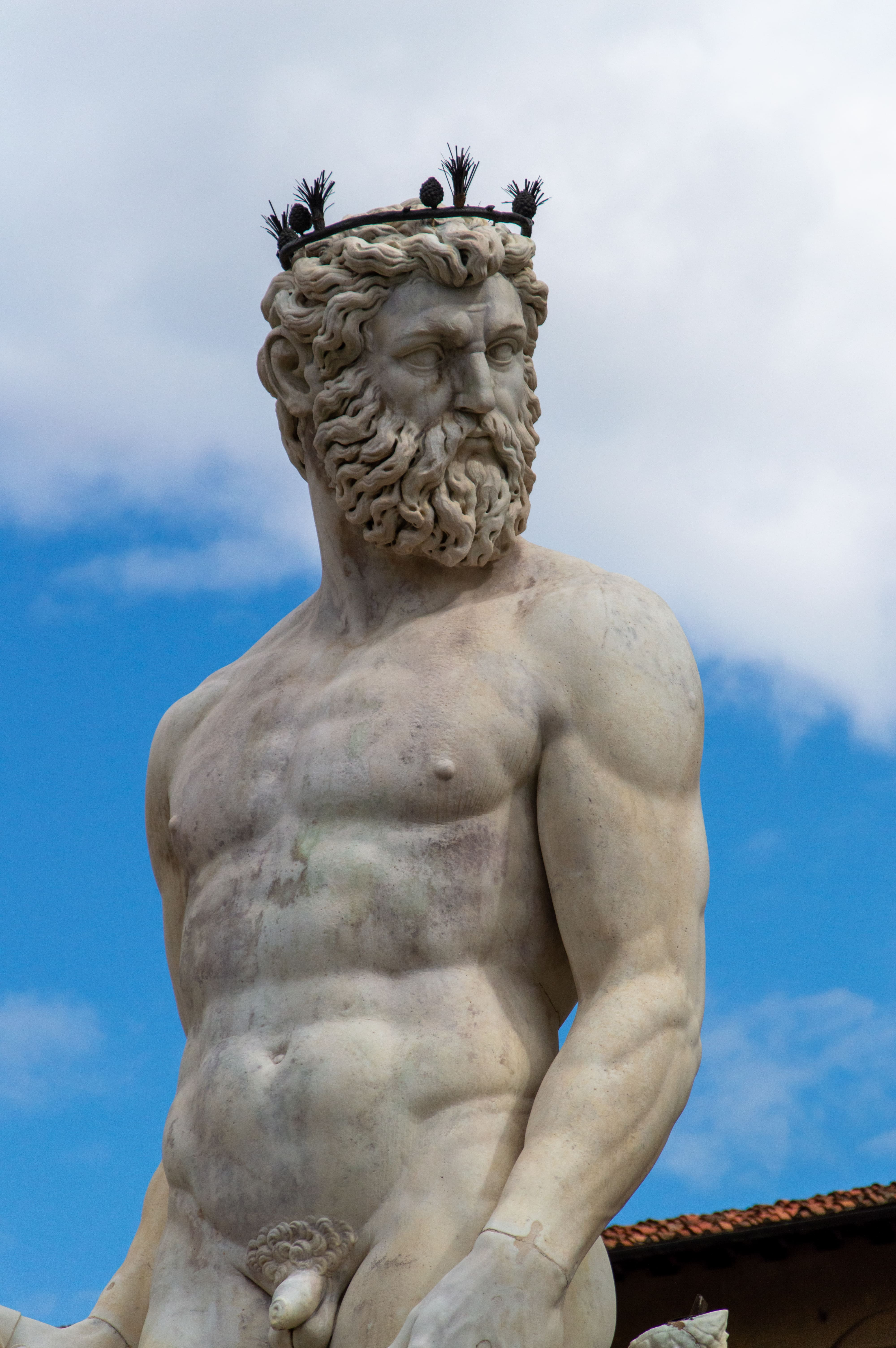
Particolare del Nettuno

La prima menzione documentata del progetto della fontana risale al 1550, quando Baccio Bandinelli scrisse a Jacopo Guidi di aver ricevuto l'incarico di disegnarla in grande stile e di cercare assistenti del Montorsoli che proprio in quegli anni stava costruendo due grandi fonti pubbliche a Messina. Di nuovo nel 1551 si allude al progetto assieme a quello di un'altra fontana che avrebbe dovuto decorare il piazzale davanti a palazzo Pitti. Sicuramente a quell'epoca era stato già messo a punto il progetto di approvvigionamento idrico che doveva portare l'acqua dalla zona della Porta San Niccolò, attraverso un sistema di condotte sotterranee che attraversassero poi il fiume sul ponte di Rubaconte (oggi Ponte alle Grazie), e arrivassero in piazza Peruzzi e Borgo dei Greci, fino alla piazza, come appare nel rovescio di una medaglia di Cosimo I coniata da Domenico Guidi, in cui si vede anche la vasca del dio marino su una quadriga. 
Nel 1558 venne estratto a Carrara un grande blocco di marmo bianco, che venne trasportato a Firenze per via fluviale e consegnato al Bandinelli, per il quale versò un deposito di cinquanta scudi. Un anno dopo il costo del marmo veniva saldato dal Vasari per conto di Cosimo I. La notizia dell'importante commissione pubblica aveva stimolato anche altri artisti a fornire i loro modelli: per primi il Cellini (storico rivale del Bandinelli) e l'Ammannati, a cui si aggiunsero dopo la morte del Bandinelli stesso (1560) anche il Giambologna, Vincenzo Danti, Francesco Moschino e Vincenzo de' Rossi. Il cantiere venne affidato all'Ammannati, non senza le rimostranze di Vincenzo de' Rossi (che si era proposto di proseguire l'opera in qualità di allievo del Bandinelli). Fu tamponata provvisoriamente un'arcata della loggia dei Lanzi in cui venne collocato il marmo, come laboratorio per la bottega dello scultore, e il Nettuno venne scoperto il 3 ottobre 1565, con una vasca e altre figure di contorno provvisorie in laterizio, stucco e altri materiali deperibili, nell'ambito degli apparati temporanei per le nozze di Francesco de' Medici e Giovanna d'Austria. 
Durante il Carnevale del 1830 fu clamorosamente rubata la statua del satiro più vicino all'angolo di palazzo Vecchio; il furto fu operato da un gruppo di buffoni che, dopo aver a lungo ballato attorno alla fontana, avevano mascherato la statua, caricandola poi su un carrettino e portandola via: non venne mai ritrovata. L'anno dopo fu sostituita da una copia fedele dello scultore Francesco Pozzi.
Esiste un elenco dei collaboratori che furono pagati quali assistenti dell'Ammanati a quest'opera: Girolamo di Noferi da Sassoferrato, Battista di Benedetto Fiammeri, Donato Berti, Raffaello Fortini e Andrea Calamech; di tutti sono noti per altre opere solo il Fortini (che però fu prevalentemente un pittore) e il Calamech. Non è chiaro chi effettivamente completò l'intero apparato scultoreo, eseguito entro il 1575, soprattutto riguardo ai quattro gruppi bronzi delle estremità della vasca: in via attributiva alcuni riconoscono le mani di Vincenzo de' Rossi, Vincenzo Danti, Willem van Tetrode. A lungo queste opere sono state segnalate senza fondamento come del Giambologna, mentre la loro realizzazione è oggi ormai ricondotta all'Ammannati, alla sua bottega e un gruppetto di scultori del bronzo che avrebbero permesso di velocizzare il risultato.
È noto come non siano mancate nei confronti dell'opera accese critiche, in particolare riguardo alla statua del Nettuno, in confronto soprattutto col vicino David di Michelangelo. Venivano soprattutto rilevate una supposta sproporzione delle spalle del Nettuno e il fatto che l'artista avrebbe "fatte le carni, ed i muscoli mosci, e poco risentiti a proporzione di tutta la figura" (Bocchi-Cinelli). Di tali critiche la letteratura ne fece un luogo comune e voce popolare, che avrebbe trasformato il dio Nettuno nel "Biancone" (cioè la statua di cui spicca solo il colore bianco) e ha irriso in vario modo l'artista ("Ammannato, Ammannato, che bel marmo t'hai sprecato"). 
La fontana ha subito numerosi danni nei secoli. Fu usata come lavatoio nel XVI secolo e fu oggetto di vandalismi il 25 gennaio 1580. Nel 1592 fu apposta la ringhiera di protezione per evitare che fosse usata come abbeveratoio dagli animali alla Dogana in palazzo Vecchio. Una targa dei Signori Otto sulla parete di Palazzo Vecchio datata 1720 vieta di "fare sporchezze di sorta alcuna, lavare in essa calamai, panni o altro né buttarvi legnami o altre sporcizie".

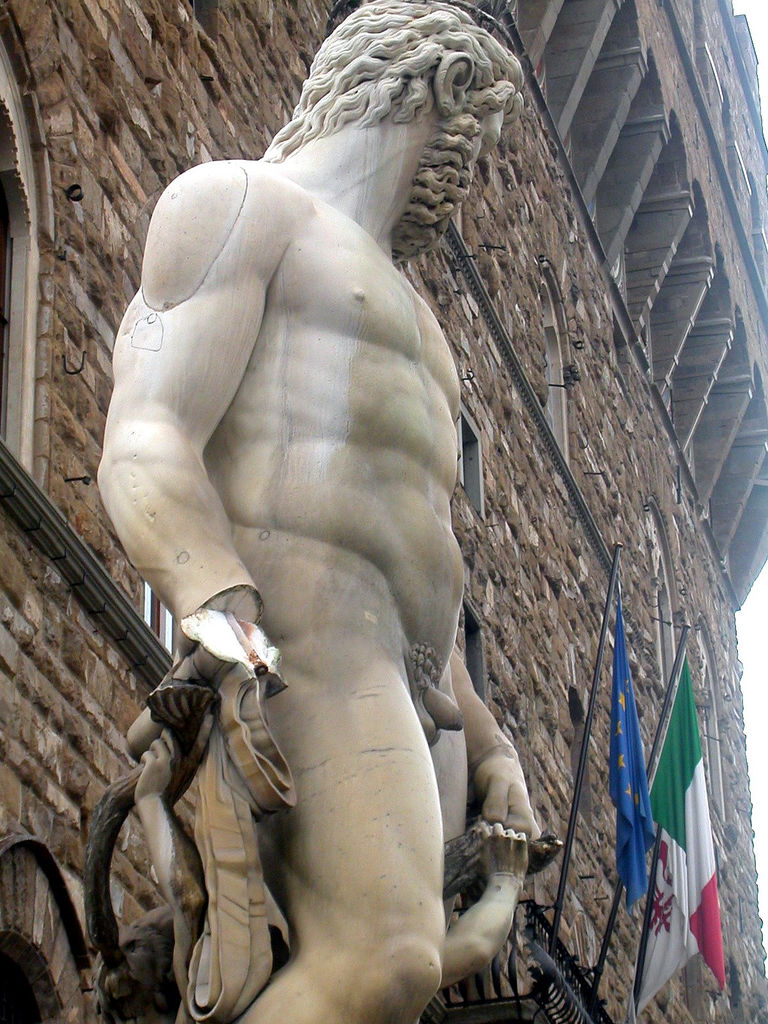
Il Nettuno danneggiato nel 2005.

Per quanto riguarda le vicende conservative del complesso, oltre a ricordare gli importanti interventi di restauro attuati nel 1720 (direzione di Giovanni Battista Foggini) e nel 1812 (direzione di Giuseppe Del Rosso con rifacimenti di Giovanni Battista Giovannozzi), i restauri, sostituzioni e puliture avvenute tra Otto e Novecento e la rimozione delle figure in bronzo nel 1943 per proteggerle da eventuali danni causati dai bombardamenti, si enumerano i numerosi atti vandalici che nel corso del tempo ne hanno segnato la storia, a partire dal furto del satiro che guarda l'angolo di Palazzo Vecchio (1830, sostituito l'anno seguente da una copia eseguita da Francesco Pozzi), fino ai recenti avvenimenti che hanno visto spezzare più volte le zampe dei cavalli del cocchio (1981, 1986 e 1989) e provocare la caduta della mano destra di Nettuno (2005, restaurata nel 2006). Una grande campagna di restauro si è conclusa nel 2020, col ripristino degli zampilli d'acqua.

## Descrizione

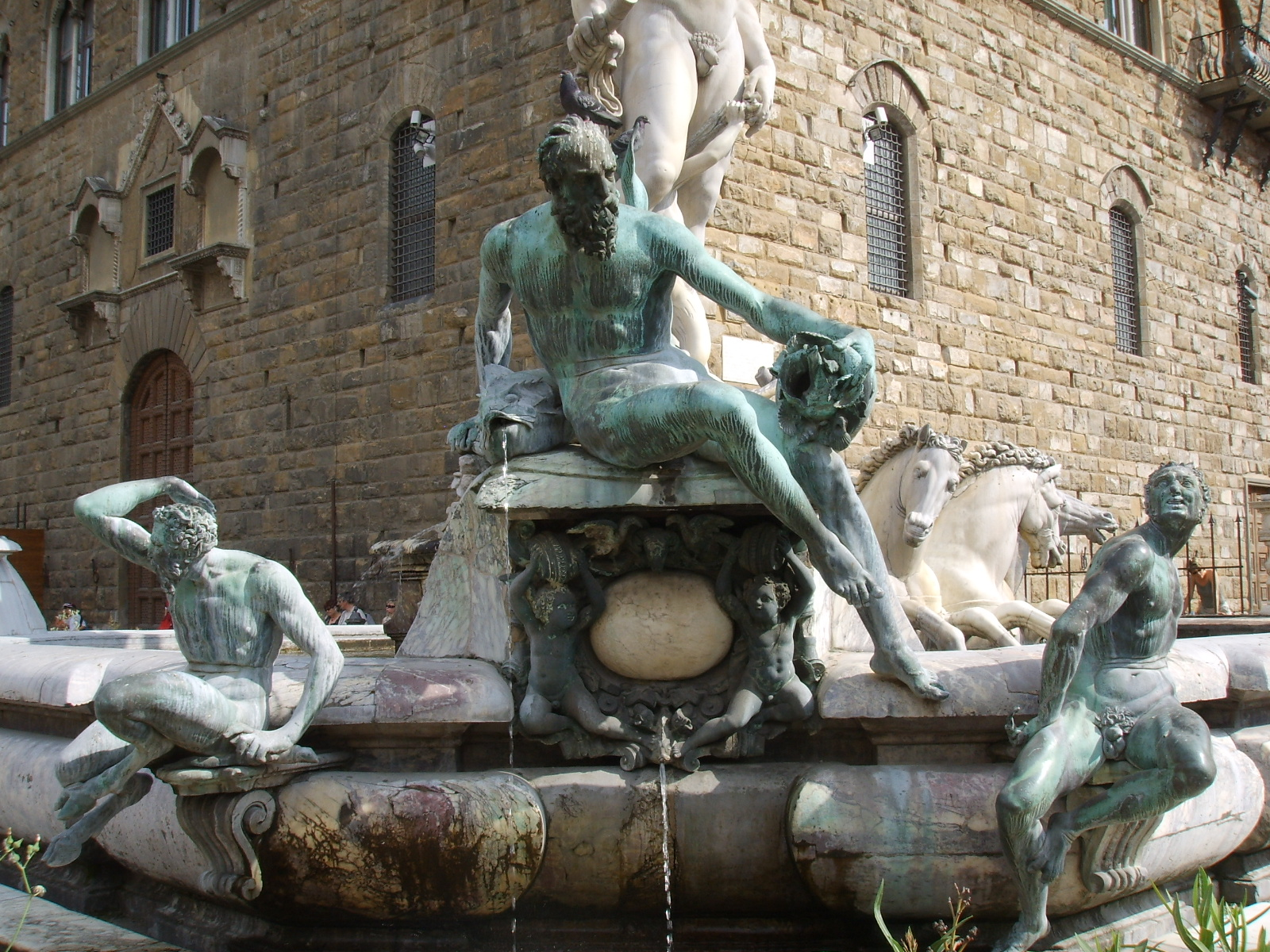
I bronzi dell'angolo nord-ovest

Il punto scelto per collocare la fontana era l'angolo di Palazzo Vecchio, fulcro delle due ali di piazza della Signoria, incrociate ad angolo retto e fino ad allora disgregate in due aree separate. La studiata collocazione nella piazza è quindi in rapporto sia con gli edifici del potere (Palazzo Vecchio, la loggia de' Lanzi e la nuova fabbrica degli Uffizi) sia con le altre statue che già animavano la piazza (in particolare il David di Michelangelo e l'Ercole del Bandinelli) e che successivamente alla realizzazione della fonte saranno affiancate dal monumento equestre di Cosimo I, collocato nel 1594.
La fontana si caratterizza per una grande vasca ottagonale di mischio di Seravezza, lungo i cui bordi si dispongono fauni, ninfe e satiri in bronzo, oltre a cartelle e ad una profusione di elementi decorativi. Al centro della vasca è un cocchio tirato da quattro cavalli (che emergono solo in parte dalle acque e che sono due in marmo bianco e due in marmo rosato) sopra il quale si erge la figura imponente e ieratica di Nettuno, in candido marmo di Carrara che gli valse il suo appellativo popolaresco di "Biancone". Il volto riprende tratti di Cosimo I de' Medici ed allude un'allusione al dominio marittimo di Firenze, grazie alla creazione dell'Ordine di Santo Stefano papa e martire e il potenziamento marittimo di Pisa e Livorno. Dietro al Nettuno stanno due tritoni intenti a suonare delle tibie che zampillano acqua. Il cocchio è composto da piedistallo decorato con i rilievi di Scilla e Cariddi, simbolo delle avversità domate, e ruote coi dodici segni zodiacali (parzialmente coperte dall'acqua), che simboleggiano l'eternità nel ciclico trascorrere del tempo.
L'Ammannati volle differenziare la sua opera dalle due statue colossali vicine, recuperando forme e motivi dalla sua esperienza veneta vicino a Jacopo Sansovino, in cui il muscolarismo michelangiolesco è stemperato da una compostezza eroica e salda. Negli ultimi anni della sua vita lo scultore, ormai entrato pienamente nell'orbita e nella spiritualità dei gesuiti, condannò queste sue opere a tema pagano, tanto da augurarsi che nessun altro osasse mai più dipingere o scolpire "cose ignude" per evitare che Firenze diventi il "nido degli idoli".
Agli angoli della vasca sono presenti i gruppi di divinità marine (composti attorno alle figure principali di Teti, Doride, Oceano e Nereo), ciascuna delle quali ha ai piedi un corteo di ninfe, satiri e fauni in bronzo realizzati dall'Ammannati, dai suoi allievi e da altri, capolavori delle sofisticate elaborazioni del manierismo fiorentino. 
Così, tra i molti, la descrive ed elogia Raffaello Borghini nel suo Il riposo (1584): "Il qual Nettuno, come sapete, è alto braccia 10, e ha fra le gambe tre tritoni di marmo, posando sopra una gran conca marina, che gli serve per carro, a cui sono in atto di tirarla quattro cavalli marini, due di marmo bianco e due di mistio: il gran vaso, in cui l'acqua cristallina per molti zampilli salendo in aria ricade, è fatto a otto facce di marmo mistio, di cui le quattro minori di bambini di bronzo con molte cose marine, d'alcuni cornucopi, e di un epitaffio in mezzo sono fatte adorne: e sopra il piano d'esse (che più d'ogni altro all'intorno s'innalza) posano quattro statue di metallo più grandi del naturale, due femmine, figurate per Teti e Dori, e due maschi rappresentanti due Dei marini: appiè di queste facce, otto satiri di bronzo seggono in varie attitudini: le facce poi maggiori sono fatte basse acciocché l'acque chiare, che nella gran conca vanno ondeggiando, si possan vedere. Ma troppo lungo sarei se i gradi di marmo, se le pile basse, e se gl'infiniti ornamenti di questa fontana, che per 70 bocche manda fuori l'acque sue, volessi raccontare".

### Elenco delle sculture
Il gruppo del Nettuno, coi tritoni di sostegno e il cocchio coi quattro cavalli rappresenta il nucleo originale della fontana ed è databile al 1565, interamente riferibile all'Ammannati e alla sua bottega.
La vasca venne realizzata entro il 1575, ed i bronzi sono variamente attribuiti all'Ammannati e al suo entourage, con un paio di pezzi forse riferibili ad altre botteghe. Si riportano le attribuzioni nella scheda di catalogo ufficiale:
Gruppo di Dori (angolo sud-ovest)
- Statua della dea Dori di Andrea Calamech
- Satiro di sinistra di Bartolomeo Ammannati
- Satiro di destra di Vincenzo de' Rossi
- Tabella di assistenti dell'Ammannati

Gruppo di Nereo (angolo nord-ovest)
- Statua del dio barbuto Nereo di Bartolomeo Ammannati
- Satiro di sinistra di Vincenzo de' Rossi
- Satiro di destra di Willem van Tetrode
- Tabella di assistenti dell'Ammannati

Gruppo di Oceano (angolo nord-est)
- Statua del dio giovane con cornucopia Oceano di Vincenzo Danti
- Satiro di sinistra di Willem van Tetrode
- Satiro di destra di Willem van Tetrode
- Tabella di assistenti dell'Ammannati

Gruppo di Teti (angolo sud-est)
- Statua della dea Teti con lo scudo di Achille di Bartolomeo Ammannati
- Satiro di sinistra della bottega dell'Ammannati
- Satiro di destra di Francesco Pozzi (1831, rifatta dopo il furto)
- Tabella di Bartolomeo Ammannati

## Filatelia
Nel 1992 le Poste italiane hanno dedicato alla fontana del Nettuno un francobollo da Lire 750.